# Rosse specht
De rosse specht (Micropternus brachyurus; synoniem: Celeus brachyurus) is een vogel uit de familie Picidae (spechten).

## Verspreiding en leefgebied
Deze soort komt wijdverspreid voor in Azië en telt tien ondersoorten:
- M. b. jerdonii: centraal en zuidelijk India en Sri Lanka.
- M. b. humei: van noordwestelijk India tot westelijk Nepal.
- M. b. phaioceps: van centraal Nepal en noordoostelijk India tot zuidwestelijk en zuidelijk China, noordelijk en oostelijk Thailand en Myanmar.
- M. b. annamensis: Laos, Cambodja en zuidelijk Vietnam.
- M. b. fokiensis: zuidoostelijk China en noordelijk Vietnam.
- M. b. holroydi: Hainan (nabij zuidoostelijk China).
- M. b. williamsoni: zuidwestelijk en centraal Thailand en noordelijk Maleisië.
- M. b. badius: Sumatra.
- M. b. brachyurus: Java.
- M. b. badiosus: Borneo en de noordelijke Natuna-eilanden.